# Stuart Hayes
Stuart Hayes (* 16. April 1979 in Isleworth, London) ist ein britischer Triathlet und Olympiateilnehmer von 2012.

## Werdegang
Als Jugendlicher war er erst als Schwimmer aktiv und im Alter von 15 Jahren begann Stuart Hayes mit Triathlon.
1998 und erneut 1999 wurde er Vierter bei der Junioren-Weltmeisterschaft Triathlon. 2002 wurde er Dritter der U23-Klasse bei der Duathlon-Weltmeisterschaft.
Der als starker Schwimmer bekannte Hayes geht für das Team Dillon an den Start – vorwiegend bei Rennen auf der olympischen Distanz (1,5 km Schwimmen, 40 km Radfahren und 10 km Laufen). 2012 startete der damals 33-Jährige bei den Olympischen Sommerspielen in London, wo er den 37. Rang belegte.
In der Saison 2016 wechselte Stuart Hayes auf die längere Distanz und im März ging Hayes erstmals auf der Triathlon-Mitteldistanz (1,9 km Schwimmen, 90 km Radfahren und 21,1 km Laufen) an den Start. Im September wurde er Zweiter beim Ironman 70.3 Weymouth und im Oktober Zweiter bei der Erstaustragung eines Ironman-70.3-Rennens im chinesischen Hefei.
Im Juli 2023 belegte der 44-Jährige in Hamburg den vierten Rang bei der Weltmeisterschaft auf der Triathlon-Sprintdistanz in der Altersklasse 40–44.
Im Januar 2012 heiratete er die Triathletin Michelle Dillon (* 1973) und lebt in Twickenham, London. Er ist mit seiner Frau als Coach im Team Dillon tätig.

## Sportliche Erfolge
| Datum/Jahr    | Rang | Wettbewerb                                       | Austragungsort | Zeit     | Bemerkung                                                                                                |
| ------------- | ---- | ------------------------------------------------ | -------------- | -------- | --- |
| 14. Juli 2023 | 4    | ITU World Triathlon Sprint & Relay Championships | Hamburg        | 01:57:03 | 40-44 Male AG Sprint                                                                                     |
| 28. Aug. 2016 | 2    | Ironman 70.3 Zell am See-Kaprun                  | Zell am See    | 04:11:23 | |
| 22. Nov. 2015 | 3    | Laguna Phuket Triathlon                          | Phuket         | 02:36:17 | 1,8 km Schwimmen, 55 km Radfahren und 12 km Laufen                                                       |
| 10. Mai 2015  | 6    | ETU Triathlon European Cup                       | Madrid         | 01:57:03 | |
| 28. Juli 2013 | 2    | London Triathlon                                 | London         | 01:46:53 | |
| 9. Juni 2013  | 1    | 5150 Klagenfurt                                  | Klagenfurt     | 01:51:25 | |
| 7. Aug. 2012  | 37   | Olympische Sommerspiele 2012                     | London         |          | |
| 18. Juni 2011 | 12   | ITU World Championship Series 2011               | Kitzbühel      |          | |
| 12. Juni 2011 | 2    | 5150 Klagenfurt                                  | Klagenfurt     | 01:54:41 | |
| 1. Mai 2011   | 4    | 5150 St. Anthony’s Triathlon                     | St. Petersburg | 01:42:03 | |
| 26. März 2011 | 8    | ITU Triathlon World Cup                          | Mooloolaba     | 01:52:38 | |
| 14. Aug. 2010 | 1    | ITU World Championship Series 2010               | Kitzbühel      | 01:52:32 | Sieg beim 6. Rennen der Serie                                                                            |
| 27. März 2010 | 2    | ITU Triathlon World Cup                          | Mooloolaba     | 01:51:41 | zweiter Rang hinter dem Australier Brad Kahlefeldt (1,5 km Schwimmen, 40 km Radfahren und 10 km Laufen)  |
| 2009          | 5    | New York City Triathlon                          | New York City  |          | |
| 2009          | 6    | Ironman 70.3 St. Croix                           | Saint Croix    |          | auf den amerikanischen Jungferninseln in der Karibik                                                     |
| 2. Aug. 2009  | 3    | London Triathlon                                 | London         |          | |
| 2008          | 2    | New York City Triathlon                          | New York City  |          | |
| 10. Aug. 2008 | 3    | London Triathlon                                 | London         | 01:47:18 | |
| 2008          | 12   | ITU Triathlon World Cup                          | Mooloolaba     |          | |
| 6. Apr. 2008  | 9    | BG ITU Weltcup                                   | New Plymouth   | 01:48:58 | 1,5 km Schwimmen, 40 km Radfahren und 10,2 km Laufen                                                     |
| 2007          | 19   | ETU Triathlon European Championships             | Kopenhagen     |          | Europameisterschaft auf der olympischen Kurzdistanz (1,5 km Schwimmen, 40 km Radfahren und 10 km Laufen) |
| 2007          | 2    | London Triathlon                                 | London         |          | |
| 2007          | 28   | ITU Triathlon World Cup                          | Mooloolaba     |          | |
| 2006          | 11   | ITU Triathlon World Championships                | Lausanne       |          | |
| 2005          | 1    | London Triathlon                                 | London         | 01:43:42 | [ 6 ] |
| 2004          | 3    | London Triathlon                                 | London         | 01:46:43 | |
| Dez. 2003     | 2    | Laguna Phuket Triathlon                          | Phuket         |          | |
| 12. Sep. 1999 | 4    | ITU Triathlon World Championship Junior Men      | Montreal       | 01:49:57 | Junioren-Weltmeisterschaft                                                                               |
| 30. Aug. 1998 | 4    | ITU Triathlon World Championship Junior Men      | Lausanne       | 01:59:52 | Junioren-Weltmeisterschaft                                                                               |
| 1996          | 1    | London Youth Games Triathlon                     | London         |          | |

| Datum/Jahr    | Rang | Wettbewerb             | Austragungsort | Zeit     | Bemerkung |
| ------------- | ---- | ---------------------- | -------------- | -------- | --- |
| 13. Nov. 2016 | 4    | Ironman 70.3 Xiamen    | Xiamen         | 04:04:55 | |
| 16. Okt. 2016 | 2    | Ironman 70.3 Hefei     | Hefei          | 03:56:46 | bei der Erstaustragung Zweiter hinter dem Australier Brad Kahlefeldt                                                    |
| 11. Sep. 2016 | 2    | Ironman 70.3 Weymouth  | Weymouth       | 04:11:43 | |
| 18. Juni 2016 | 7    | Ironman 70.3 Luxemburg | Remich         | 03:53:41 | Das Rennen musste witterungsbedingt als Duathlon ausgetragen werden (5 km Laufen, 90,1 km Radfahren und 21,1 km Laufen) |
| 20. März 2016 | 13   | Ironman 70.3 Monterrey | Monterrey      | 03:56:39 | |

| Datum/Jahr    | Rang | Wettbewerb                          | Austragungsort | Zeit     | Bemerkung                      |
| ------------- | ---- | ----------------------------------- | -------------- | -------- | ------------------------------ |
| 20. Okt. 2002 | 3    | ITU Duathlon World Championship U23 | Alpharetta     | 01:51:58 | Duathlon-Weltmeisterschaft U23 |

(DNF – Did Not Finish)